# William Fisher (admiraal)
William Wordsworth Fisher (26 maart 1875 – 24 juni 1937) was een Brits officier in de Royal Navy en bevelhebber van de Mediterranean Fleet.

## Biografie
Fisher werd geboren in Blatchington in Sussex als zoon van de historicus Herbert William Fisher en zijn vrouw Mary Louisa Jackson. Hij ging in 1888 bij de Royal Navy en trainde aan boord van de HMS Britannia. Hij bereikte in 1912 de rang van kapitein.
Fisher vocht mee tijdens de Eerste Wereldoorlog. Hij diende als kapitein van het slagschip HMS St. Vincent tijdens de Zeeslag bij Jutland. In 1917 werd hij benoemd tot directeur van de Anti-Submarine Division bij de Admiralty.
Na de Eerste Wereldoorlog werd Fisher benoemd tot chef-staf van de Mediterranean Fleet. Hij werd in 1922 bevorderd tot schout-bij-nacht en benoemd tot chef-staf bij de Atlantic Fleet. In 1924 keerde hij terug naar de Mediterranean Fleet waar hij benoemd werd tot bevelhebber van de 1e Battle Squadron. Fisher werd in 1927 benoemd tot Fourth Sea Lord and Chief of Supplies and Transport (hoofd bevoorrading en transport). In 1928 werd hij benoemd tot plaatsvervangend hoofd van de Naval Staff en in 1930 werd hij bevorderd tot vice-admiraal en benoemd tot bevelhebber van de 1e Battle Squadron en plaatsvervangend bevelhebber van de Mediterranean Fleet.
In 1932 werd Fisher bevorderd tot admiraal en benoemd tot bevelhebber van de Mediterranean Fleet. Hij werd in 1936 benoemd tot Commander-in-Chief, Portsmouth. Hij stierf op 24 juni 1937.

## Militaire loopbaan
- Naval Cadet: 15 juli 1888[1]
- Lieutenant: 14 juli 1896[1]
- Commander: 30 juni 1906[1]
- Captain: 1 juli 1912[1]
- Rear Admiral: 1 november 1922[1]
- Vice Admiral: 15 januari 1928[1]
- Admiral:	 1 juli 1932[1]

## Decoraties
- Ridder Grootkruis in de Orde van het Bad in 1935[2]
- Ridder Commandeur in de Orde van het Bad in 1929[2]
- Lid in de Orde van het Bad in 1918[2]
- Ridder Grootkruis in de Koninklijke Orde van Victoria in 1935[2]
- Commandeur in de Koninklijke Orde van Victoria in 1924[2]
- Lid der Vijfde Klasse in de Koninklijke Orde van Victoria in 1908[2]
- Officier in het Legioen van Eer[2]
- Orde van de Rijzende Zon, 3e klasse[2]
- Navy Distinguished Service Medal[2]